# تنمية المنظمات
تنمية المنظمات هو دراسة التغيير والأداء التنظيمي الناجح. ظهرت تنمية المنظمات من دراسات العلاقات بين الأشخاص في ثلاثينيات القرن العشرين، والتي أدرك خلالها علماء النفس أن الهياكل والعمليات التنظيمية تؤثر على سلوك العامل ودوافعه. في الآونة الأخيرة، اتسع نطاق العمل على تنمية المنظمات للتركيز على مواءمة المنظمات مع بيئاتها المعقدة وسريعة التغير من خلال التعلم التنظيمي وإدارة المعرفة وتحويل المعايير والقيم التنظيمية. تشمل المفاهيم الأساسية لنظرية تنمية المنظمات ما يلي: المناخ التنظيمي (الحالة المزاجية أو «الشخصية» الفريدة للمنظمة، والتي تشمل المواقف والمعتقدات التي تؤثر على السلوك الجماعي للأعضاء)، والثقافة التنظيمية (القواعد العميقة والقيم والسلوكيات التي يشاركها الأعضاء) والاستراتيجيات التنظيمية (كيف تحدد المنظمة المشاكل، وتخطط لعملها، وتتفاوض بشأن التغيير، وتقيم التقدم المحرز).

## نظرة عامة
تتضمن ممارسة تنمية المنظمة عملية مستمرة ومنهجية لتنفيذ التغيير التنظيمي الفعال. تنمية المنظمات هو أحد مجالات العلوم التطبيقية التي تركز على فهم وإدارة التغيير التنظيمي ومجال الدراسة العلمية والبحث. إنه مجال متداخل التخصصات بطبيعته ويستند إلى علم الاجتماع وعلم النفس، وخاصة علم النفس الصناعي والتنظيمي، ونظريات الدافع والتعلم والشخصية. رغم أن العلوم السلوكية وفرت القاعدة الأساسية لدراسة وممارسة تنمية المنظمات، إلا أن مجالات الدراسة الجديدة والناشئة جعلت وجودها محسوسًا. برز خبراء في نظرية الأنظمة والتعلم التنظيمي وفي هيكل حدس صنع القرار وفي التدريب الإرشادي (على سبيل المثال لا الحصر)، التي لا ينغمس منظورها في العلوم السلوكية فحسب بل في مجالات منهجية متعددة ومتداخلة التخصصات، بمثابة محفزات أو أدوات لتنمية المنظمات.

### القيم الجوهرية
تقوم تنمية المنظمة على القيم الإنسانية. حدد مارغوليس ورايا (1972) القيم الإنسانية لتنمية المنظمات كما يلي:
1. توفير فرص العمل للناس باعتبارهم بشرًا بدلًا من أن يكونوا مواردًا في العملية الإنتاجية
2. توفير الفرص لكل عضو في المنظمة، وكذلك للمنظمة نفسها، لتطوير إمكاناته الكاملة
3. السعي إلى زيادة فعالية المنظمة من ناحية أهدافها ككل.
4. محاولة خلق بيئة يمكن من خلالها إيجاد عمل مثير وتنافسي
5. توفير الفرص للعاملين في المنظمات للتأثير على طريقة ارتباطهم بالعمل والمنظمة والبيئة
6. معاملة كل إنسان كشخص لديه مجموعة معقدة من الاحتياجات، وكلها مهمة لعمله وحياته.[2]

هذا مفهوم منفصل عن جهود التغيير المعروف بـ:
1. إدارة العمليات
2. التدريب والتطوير
3. الابتكارات التكنولوجية .... الخ.

### الأهداف
أهداف تنمية المنظمات هي:
1. لزيادة مستوى الثقة الشخصية بين الموظفين
2. لزيادة مستوى رضا الموظفين والالتزام
3. لمواجهة المشاكل بدلًا من إهمالها
4. لإدارة الصراع بفعالية
5. لزيادة التعاون والتشارك بين الموظفين
6. لزيادة حل المشاكل التنظيمية
7. لوضع عمليات من شأنها أن تساعد في تحسين العملية المستمرة للمنظمة على أساس مستمر

نظرًا لأن أهداف تنمية المنظمات مؤطّرة لمراعاة مواقف محددة، فإنها تختلف من حالة إلى أخرى. بمعنى آخر، صُمّمت هذه البرامج لتلبية متطلبات موقف معين. ولكن بشكل عام، تحاول جميع برامج تنمية المنظمات تحقيق الأهداف التالية:
1. توعية الأفراد في المنظمة برؤية المنظمة. تساعد تنمية المنظمات في جعل الموظفين يتماشون مع رؤية المنظمة
2. تشجيع الموظفين على حل المشكلات بدلًا من تجنبها
3. تعزيز الثقة والتعاون والتواصل بين الأشخاص لتحقيق الأهداف التنظيمية بنجاح
4. تشجيع كل فرد على المشاركة في عملية التخطيط، مما يجعلهم يشعرون بمسؤولية تنفيذ الخطة
5. خلق جو عمل يُشجّع فيه الموظفون على العمل والمشاركة بحماس
6. استبدال خطوط السلطة الرسمية بالمعرفة والمهارة الشخصية
7. إعداد الأعضاء للتوافق مع التغييرات وكسر الصور النمطية
8. خلق بيئة من الثقة كي يقبل الموظفون التغيير عن طيب خاطر

وفقًا لتفكير التطوير التنظيمي، تؤمن تنمية المنظمة للمديرين وسيلة لإدخال التغيير بشكل منهجي من خلال تطبيق مجموعة واسعة من تقنيات الإدارة. وهذا بدوره يؤدي إلى زيادة الفعالية الشخصية والجماعية والتنظيمية.

## تحسين الأداء التنظيمي
الهدف من تنمية المنظمات هو تحسين قدرة المنظمة على التعامل مع عملها وعلاقاتها الداخلية والخارجية. ويشمل ذلك تحسين عمليات التعامل بين الأشخاص والمجموعات، والتواصل أكثر فعالية، وتعزيز القدرة على التعامل مع المشاكل التنظيمية من جميع الأنواع. ويشمل أيضًا عمليات اتخاذ قرارات أكثر فاعلية، وأساليب قيادة أكثر ملاءمة، ومهارة محسنة في التعامل مع الصراع المدمر، بالإضافة إلى تطوير مستويات محسنة من الثقة والتعاون بين أعضاء المنظمة. تنبع هذه الأهداف من نظام قيم قائم على نظرة متفائلة لطبيعة الإنسان -إن الإنسان في بيئة داعمة قادر على تحقيق مستويات أعلى من التطور والإنجاز. من العوامل الأساسية لتنمية المنظمة وفعاليتها الأسلوب العلمي -الاستفسار والبحث الدقيق عن الأسباب والاختبار التجريبي للفرضيات ومراجعة النتائج.
تسمح مجموعات العمل ذات الإدارة الذاتية لأعضاء فريق العمل بإدارة جميع جوانب عملهم والتحكم فيها ومراقبتها، بدءًا من توظيف وتعيين موظفين جدد وحتى تحديد وقت الاستراحة. أسفر تحليل مبكر لمجموعات العمل ذاتية الإدارة الأولى عن الخصائص السلوكية التالية (هاكمان، 1986):
- يتحمل الموظفون المسؤولية الشخصية والمساءلة عن نتائج عملهم.
- يراقب الموظفون أدائهم الخاص ويسعون للحصول على تعليقات حول مدى تحقيقهم لأهدافهم.
- يدير الموظفون أدائهم ويتخذون إجراءات تصحيحية عند الضرورة لتحسين أدائهم وأعضاء المجموعة الآخرين.
- يبحث الموظفون عن التوجيه والمساعدة والموارد من المنظمة عندما لا يكون لديهم ما يحتاجون إليه للقيام بهذه المهمة.
- يساعد الموظفون أعضاء مجموعة العمل الخاصة بهم والعاملين في مجموعات أخرى على تحسين الأداء الوظيفي ورفع الإنتاجية للمنظمة ككل.